# تیومورفولین
تیومورفولین (به انگلیسی: Thiomorpholine) یک ترکیب شیمیایی با شناسه پاب‌کم ۶۷۱۶۴ است. شکل ظاهری این ترکیب، مایع شفاف است.